# Jaspersoft BI
ジャスパーソフトBI（Jaspersoft BI）とは、Jaspersoftが提供するビジネスインテリジェンス製品群である。
Jaspersoft が備える帳票、リポジトリ、OLAP、ETLコンポーネントにより、時系列及び企業を横断して各種サーバから収集したデータを分析し、視覚的に見やすい形式でWebページ及び帳票として表示することができる。例えばサプライチェーンの受発注システム、CRMシステム、開発システム、流通システムなどからデータを収集して、売上のボトルネックになっているのが営業活動、品質（クレーム／返品が多い）、開発遅延、流通なのかを表すグラフ及び帳票を一括して作成することができる。
Jaspersoft BIを構成するJaspersoft StudioとJasperReports Server（旧：JasperServer）は帳票作成にJasperReportsを使っている。ETLツールであるJasper ETLはTalend Enterprise Data IntegrationのOEMである。また、Jasper OLAPはPentahoのMondrianを使っている。

JasperReports、Talend、Pentaho本体はオープンソースプロジェクトであるが、Jaspersoft BIの機能は商用版のみでしか提供されていないものもある。